# James A. McDougall
James Alexander McDougall (ur. 19 listopada 1817 w Bethlehem, zm. 3 września 1867 w Albany) – amerykański polityk, członek Partii Demokratycznej.

## Działalność polityczna
Od 4 marca 1853 do 3 marca 1855 zasiadał w 33. Kongresie Stanów Zjednoczonych będąc reprezentantem stanu Kalifornia w Izbie Reprezentantów Stanów Zjednoczonych. W okresie od 4 marca 1861 do 3 marca 1867 był senatorem Stanów Zjednoczonych z Kalifornii (3. Klasa).